# Mosteiro (Pedrógão Grande)
Mosteiro ist ein Dorf in der mittelportugiesischen Gemeinde (Freguesia) von Pedrógão Grande, im gleichnamigen Kreis (Concelho).
Es liegt 4 km nordwestlich von der Kreisstadt Pedrógão Grande, und 74 km nordöstlich von der Distrikthauptstadt Leiria.
Der Ort ist bekannt für sein ausgebautes, auch behindertengerechtes Flussbad, mit Gastronomie, die z. T. in einer alten Olivenölpresse untergebracht ist. Eine Brücke führt hier über den Fluss, mit umlaufenden Wanderwegen.
Mosteiro gehört zur Route der traditionellen Schieferdörfer, den Aldeias do Xisto.